# Borgward Group

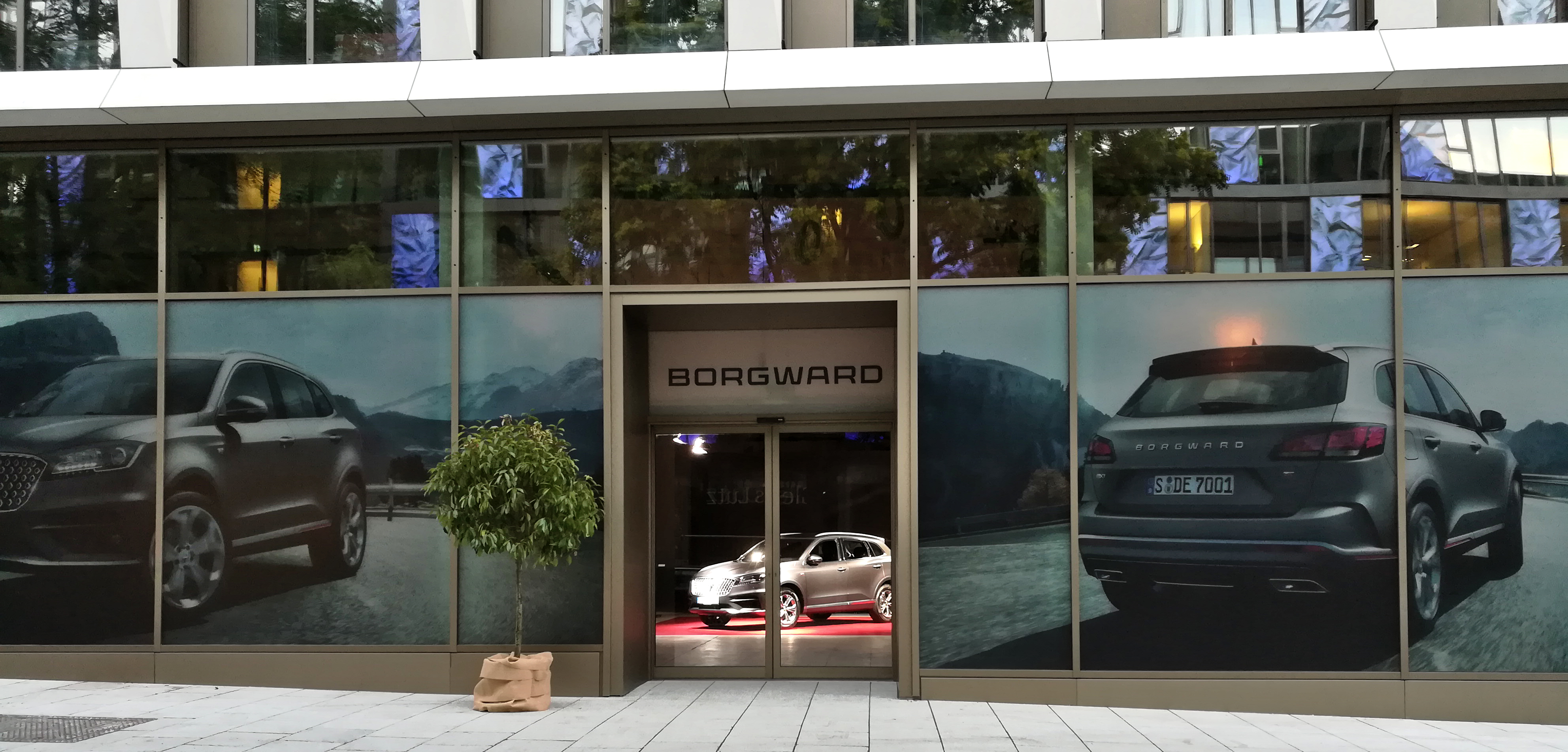
Le premier Borgward-Flagship-Store en Europe a ouvert en juin 2018 à Stuttgart.

Borgward Group AG est une marque automobile allemande créée en mai 2008. La société a son siège à Stuttgart, en Allemagne, et porte le nom et le logo de l'ancienne marque allemande Borgward. Elle a démarré son activité en proposant des SUV de conception et d'ingénierie allemandes, avec des ventes atteignant environ 75 000 unités en janvier 2018. Au salon de l'automobile de Francfort 2017, elle a présenté le concept Isabella : un coupé quatre portes entièrement électrique.
Borgward Group AG possède des branches de ventes en Chine, en Russie, en Inde, au Brésil et au Mexique. Les modèles entièrement électriques, BXi7 et GT SUV BX6 ont été officiellement lancés le 9 mai 2018, à Pékin, en Chine. Le groupe emploie près de 5 500 personnes dans le monde et compte plus de 2 300 ingénieurs. Il a la capacité de développement indépendant de véhicules complets, de moteurs et d'énergie alternative.
Christian Borgward a relancé la marque Borgward, avec l'aide du constructeur de camions chinois Foton. Borgward Group AG est responsable du développement, de la production, de la vente et de la commercialisation des voitures Borgward.

## Genèse
En 2005[Information douteuse], Christian Borgward, le petit-fils de Carl FW Borgward) en tant que président et Karlheinz L. Knöss en tant que PDG et vice-président du conseil de surveillance ont commencé la renaissance de Borgward. Ils ont commencé le développement des nouvelles voitures Borgward avec les designers Roland Sternmann et Benjamin Nawka, ont mis en place l'équipe d'organisation et d'ingénieurs et développé plusieurs concepts de futures voitures. Le 21 mai 2008, Borgward et Knöss ont fondé Borgward Group AG à Lucerne, en Suisse, déménageant plus tard à Stuttgart, en Allemagne.

## Production
Le groupe Borgward a obtenu des investissements et des connaissances en production de Beiqi Foton Motor (une filiale de BAIC), l'une des plus grandes sociétés automobiles chinoises. Foton est actuellement le seul investisseur de Borgward, mais les deux sociétés ont annoncé à plusieurs reprises que la structure de propriété pourrait changer avec le temps.
Borgward a annoncé des plans pour une nouvelle voiture au Salon de l'automobile de Genève 2015 après une interruption de 54 ans. La nouvelle société est soutenue financièrement par le constructeur de camions Foton.
Le SUV Borgward BX7 été présenté à l'IAA de Francfort en septembre 2015. et les ventes en Chine ont commencé en juillet 2016. Depuis, la société a développé plusieurs autres nouveaux modèles, dont les SUV BX7 TS, BX5 et BX6.

## Modèles

### SUV
- Borgward BX3
- Borgward BX5
- Borgward BX6
- Borgward BX7

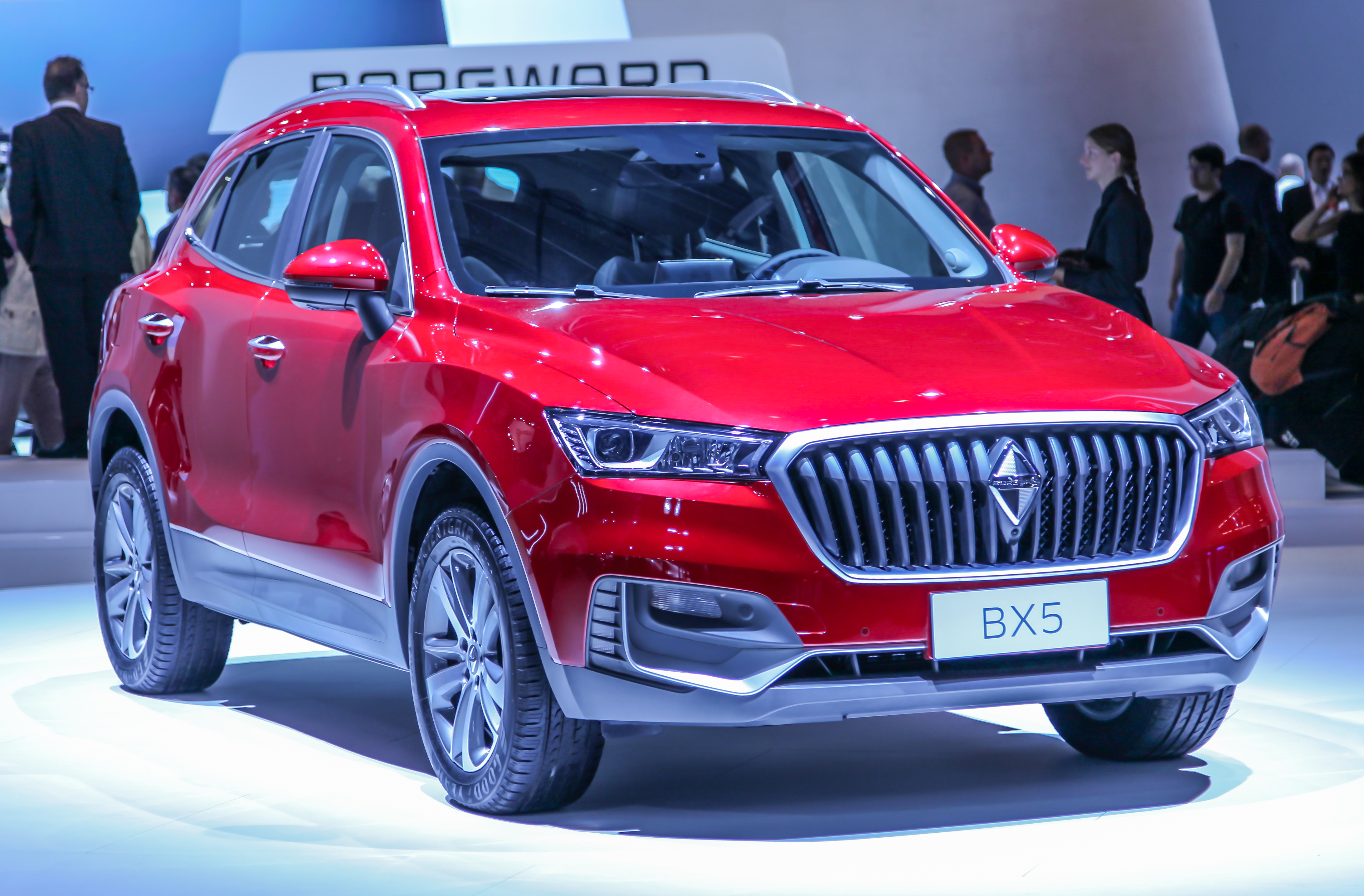
Borgward BX5.
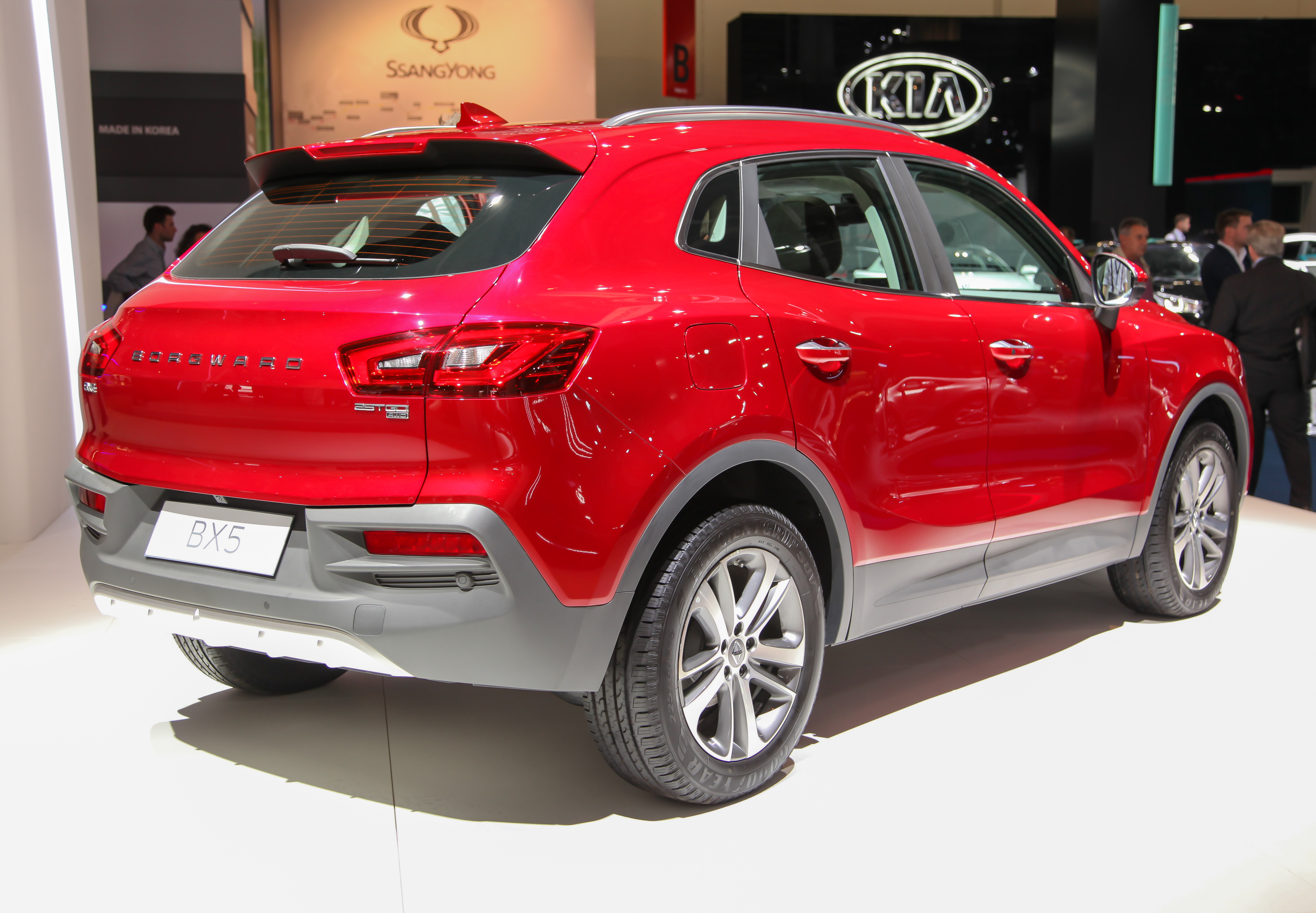
Vue arrière du BX5.
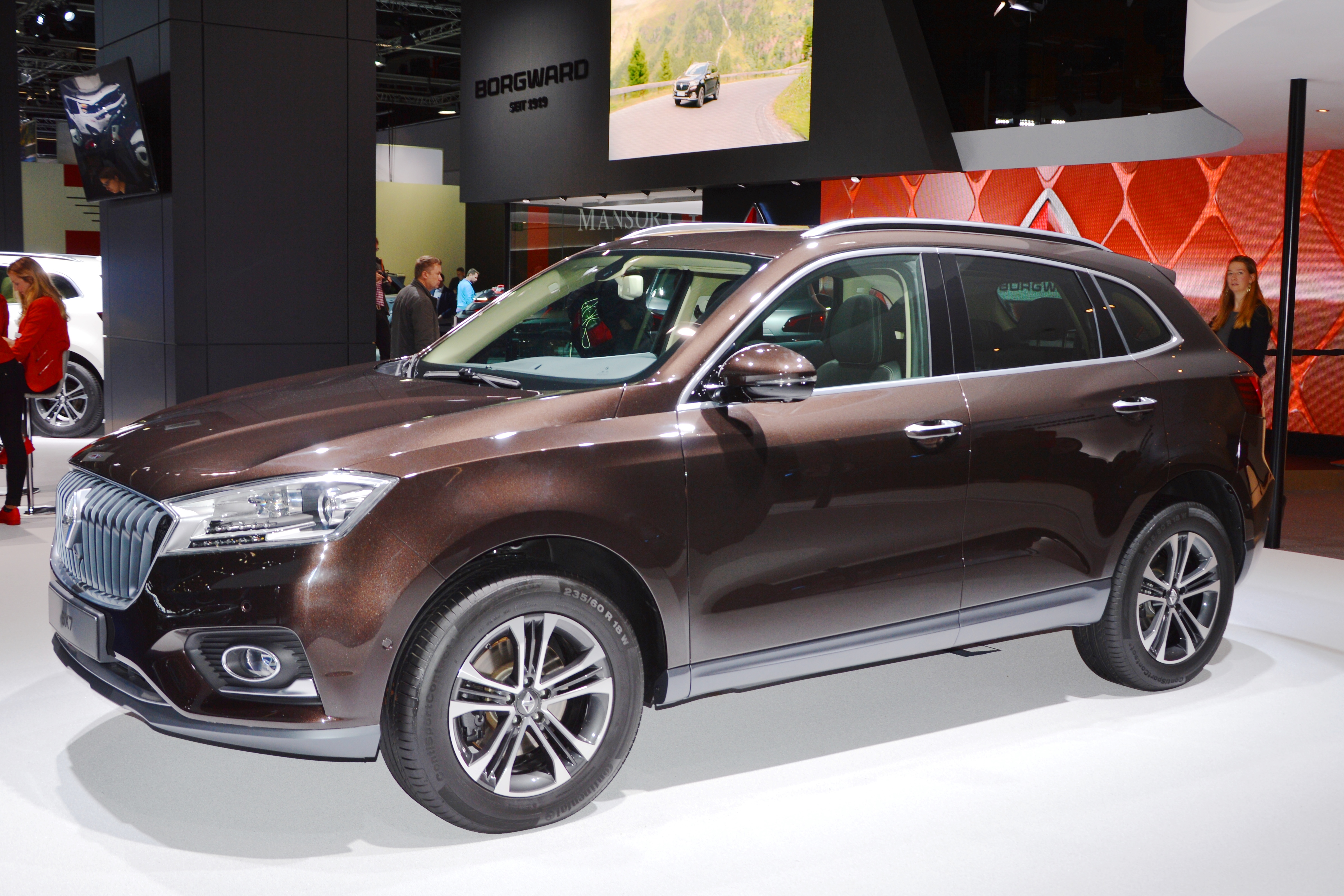
Borgward BX7 à l'IAA 2015.

### Concept-cars
- Borgward Isabella Concept (2017)
- Borgward BXi7 (véhicule électrique, SUV)

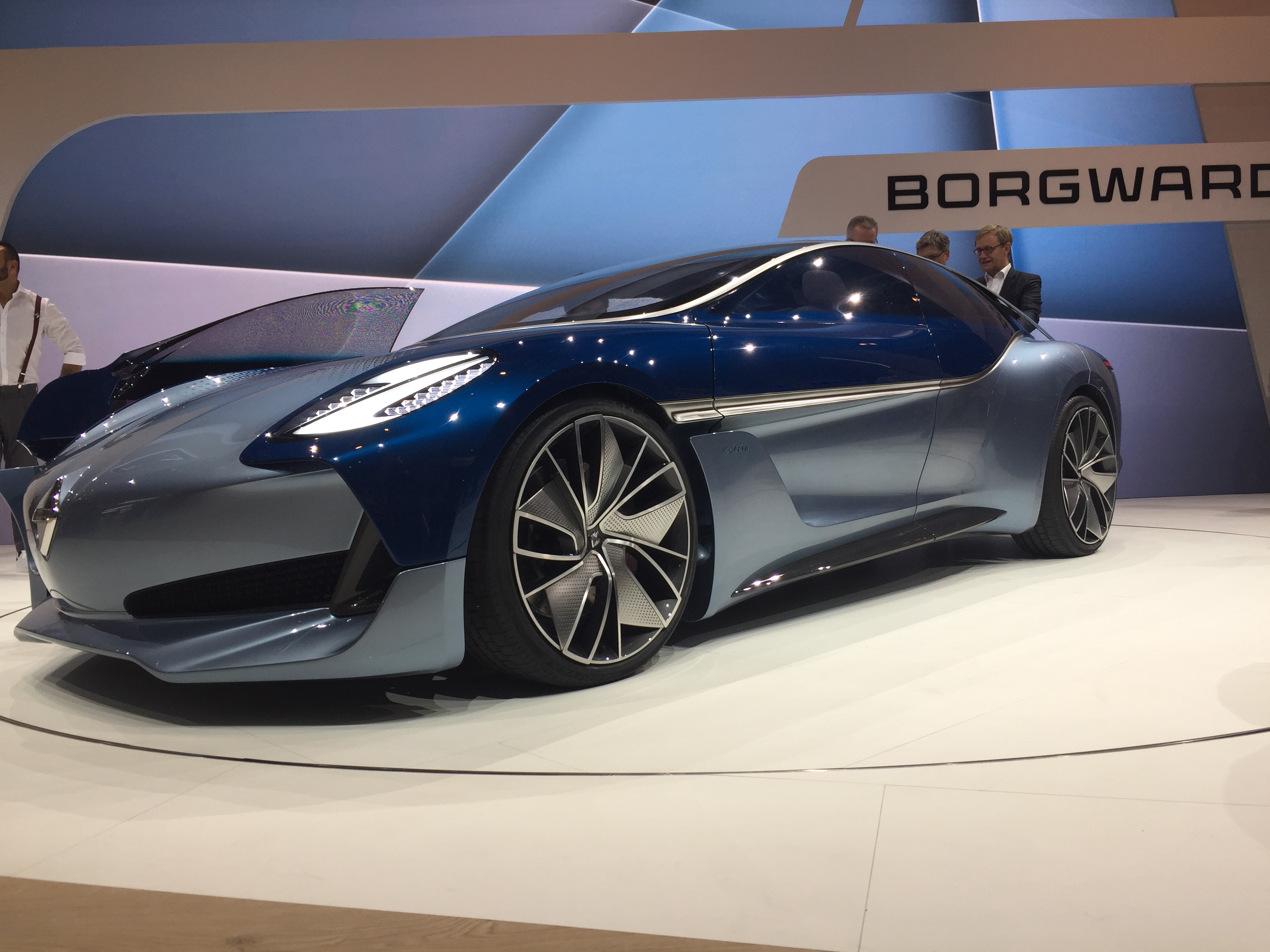
Vue de face du coupé tout électrique quatre portes concept Borgward Isabella.
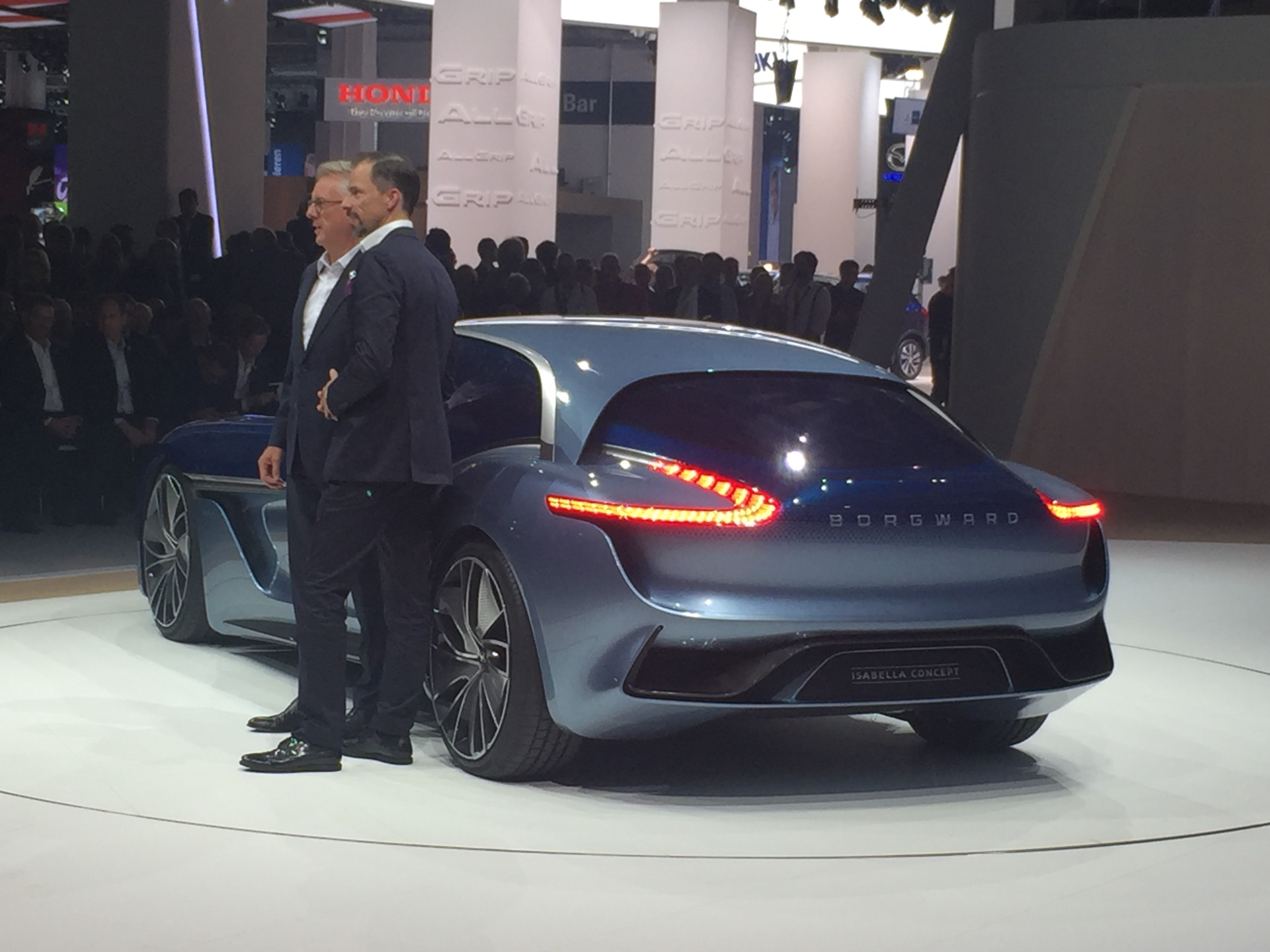
Le PDG de Borgward, Ulrich Walker (à gauche) et le concepteur en chef Anders Warming (à droite) présentent le concept Isabella au salon de Francfort 2017.